# Tab, Ungaria
Tab  este un oraș în districtul Tab, județul Somogy, Ungaria, având o populație de 4.642 de locuitori (2011). 

## Demografie
Componența etnică a orașului Tab
     Maghiari (97,85%)
     Germani (1,03%)
     Necunoscut (0,36%)
     Alții (0,75%)
Componența confesională a orașului Tab
     Romano-catolici (42,59%)
     Fără religie (8,96%)
     Luterani (7,56%)
     Reformați (6,61%)
     Necunoscută (33,5%)
     Atei (0,78%)
     Alte religii (0,75%)
Conform recensământului din 2011, orașul Tab avea 4.642 de locuitori. Din punct de vedere etnic, majoritatea locuitorilor (97,85%) erau maghiari, cu o minoritate de germani (1,03%). Apartenența etnică nu este cunoscută în cazul a 0,36% din locuitori. Nu există o religie majoritară, locuitorii fiind romano-catolici (42,59%), persoane fără religie (8,96%), luterani (7,56%) și reformați (6,61%). Pentru 33,5% din locuitori nu este cunoscută apartenența confesională.